# Piper truman-yunckeri
Piper truman-yunckeri är en pepparväxtart som beskrevs av R. Callejas. Piper truman-yunckeri ingår i släktet Piper och familjen pepparväxter. Inga underarter finns listade i Catalogue of Life.